# Санкт-Петербургский институт машиностроения
Государственный Санкт-Петербу́ргский институ́т Машинострое́ния (ЛМЗ-ВТУЗ) (сокращённо ПИМаш) — советское и российское высшее техническое учебное заведение, основанное в 1930 году как первый в стране «завод-втуз». Принадлежал Ленинградскому металлическому заводу.
19 сентября 2011 года приказом № 2310 министра образования и науки Российской Федерации присоединен к Санкт-Петербургскому государственному политехническому университету в качестве структурного подразделения.

## Статистика
В институте в среднем обучалось более 3,5 тысяч студентов.
В 2008 году в аспирантуре обучалось 22 аспиранта на бюджетной форме и 14 аспирантов за счёт коммерческого финансирования.
По данным на 2008 год, профессорско-преподавательский персонал насчитывал 259 человек, из них 33 профессора и 135 доцентов.

## Ректоры института[3]
- Голодец С. К. — вероятно, первый директор института
- Смоловик Владимир Иванович (1960—1970)
- Бочков Иван Степанович (1970—1972)
- Маталин Андрей Александрович (1973—1978)
- Пушкарёв Виктор Андреевич (1978—1989)
- Мартынов Михаил Анатольевич (1989—2007)
- Зубарев Юрий Михайлович (2007—2011)
- Иванов Александр Владимирович (с 2011 года, ВРИО)

## Факультеты
- Технологический (крупнейший; был основан 1 февраля 1963 года)
- Автоматизации заготовительных технологий (ФАЗТ или ФЗТ)
- Турбиностроительный (старейший — с момента основания)
- Атомного энергетического машиностроения (АЭМ; основан в 1973 году, находится в Колпино)
- Экономический (менеджмент организаций, с 2011 года — факультет управления. Создан в 1996 году)
- Вечерний (вечернее отделение). До 1990-х гг. на нём могли учиться лишь работающие студенты.

## Кафедры
- Безопасности жизнедеятельности и промышленной экологии
- Высшей математики
- Гидромашин, гидроприводов и гидропневмоавтоматики
- Иностранных языков
- Истории и общей экономической теории
- Машин и технологии литейного производства
- Машин и технологии обработки металлов давлением
- Менеджмента
- Начертательной геометрии
- Оборудования и технологии сварочного производства
- Резание, станки, инструменты
- Сопротивления материалов и теории упругости
- Спецэнергомашиностроения
- Теоретической механики
- Теории механизмов и деталей машин
- Технологии машиностроения
- Технологии металлов и металловедения
- Триботехники
- Турбиностроение и средства автоматики
- Физики
- Физического воспитания
- Философии
- Химии
- Экономики и предпринимательства
- Электротехники, вычислительной техники и автоматизации

## Студенческий спорт
Вуз является участником чемпионатов в рамках розыгрыша Кубка Вузов. Лучший, выдающийся спортсмен ВУЗа -Триумфов Андрей Николаевич

## Известные выпускники
- Смирнов, Михаил Львович — российский актёр и артист эстрады, художественный руководитель театра «Буфф».

## Галерея
- Главный корпус (Полюстровский проспект, 14)
- Первый («Школьный») корпус (Полюстровский проспект, 14А)
- Воздушный переход между двумя корпусами — «школьным» (слева) и главным (справа)
- Второй («Красный») корпус — старейшее здание института (улица Жукова, 17)